# Panamerikanische Spiele 2019/Radsport

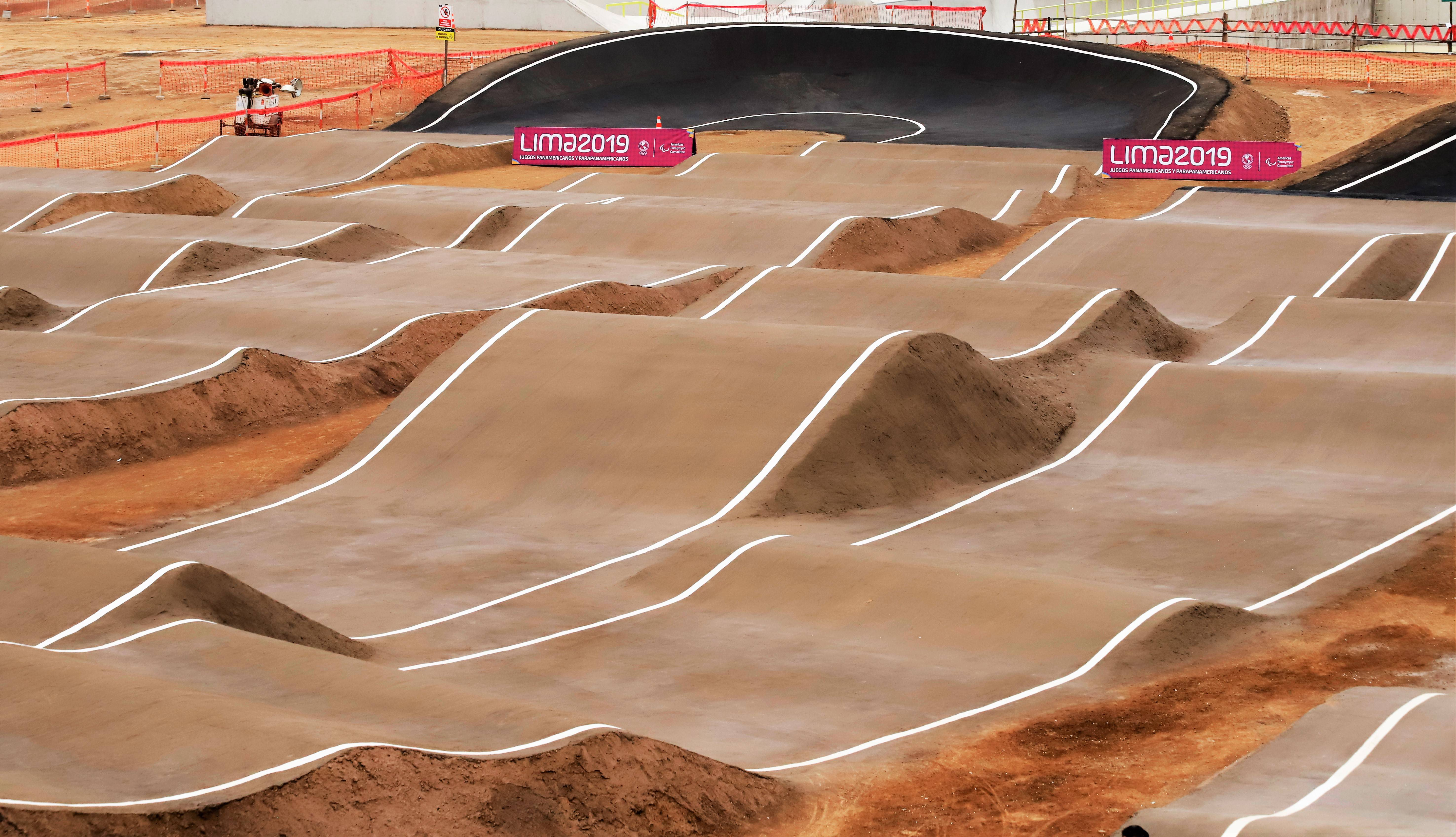
Das BMX-Terrain im Parque Costa Verde-San Miguel

Die Radsportwettbewerbe bei den Panamerikanischen Spielen 2019 in Lima wurden zwischen dem 28. Juli und 11. August 2019 ausgetragen.  
Insgesamt standen elf verschiedene Wettbewerbe – im BMX, BMX Freestyle, Mountainbike, Straßenradsport und Bahnradsport – jeweils für Frauen und Männer auf dem Programm. Sie wurden an fünf verschiedenen Sportstätten durchgeführt.
Wegen eines positiven Dopingtests bei Njisane Phillip aus Trinidad und Tobago wurde der Mannschaft die Goldmedaille im Teamsprint nachträglich aberkannt, Phillip verlor zudem seine Silbermedaille im Sprint. Die weiteren Sportler rückten in der Rangfolge nach.

## Resultate

### Bahnradsport
- Legende: "G" = Zeit aus dem Finale um Gold; "B" = Zeit aus dem Finale um Bronze

#### Sprint
| Platz | Sportler        | Land | Zeit (s)              |
| ----- | --------------- | ---- | --------------------- |
|       | Nicholas Paul   | TTO  | 10,645 (1) 10,936 (2) |
|       | Kevin Quintero  | COL  |                       |
|       | Hersony Canelón | VEN  |                       |

| Platz | Sportlerin      | Land | Zeit (s)              |
| ----- | --------------- | ---- | --------------------- |
|       | Kelsey Mitchell | CAN  | 11,415 (1) 11,449 (2) |
|       | Martha Bayona   | COL  |                       |
|       | Daniela Gaxiola | MEX  | 11,413 (1) 11,946 (2) |

#### Keirin
| Platz | Sportler         | Land |
| ----- | ---------------- | ---- |
|       | Kevin Quintero   | COL  |
|       | Hersony Canelón  | VEN  |
|       | Leandro Bottasso | ARG  |

| Platz | Sportlerin      | Land |
| ----- | --------------- | ---- |
|       | Martha Bayona   | COL  |
|       | Lisandra Guerra | CUB  |
|       | Yuli Verdugo    | MEX  |

#### Teamsprint
| Platz | Sportler                                                                  | Land | Zeit (s) |
| ----- | ------------------------------------------------------------------------- | ---- | -------- |
|       | Kevin Quintero Santiago Ramírez Morales Rubén Murillo Juan Esteban Arango | COL  | 44,584 G |
|       | Joao Vitor da Silva Kacio Freitas Flávio Cipriano                         | BRA  |          |
|       | Francis Cachique Robinson Ruiz Ruben Salinas                              | PER  |          |

| Platz | Sportlerin                      | Land | Zeit (s) |
| ----- | ------------------------------- | ---- | -------- |
|       | Jessica Salazar Daniela Gaxiola | MEX  | 33,424 G |
|       | Kelsey Mitchell Amelia Walsh    | CAN  | 34,096 G |
|       | Martha Bayona Juliana Gaviria   | COL  | 34,313 B |

#### Mannschaftsverfolgung
| Platz | Sportler                                                                    | Land | Zeit (min) |
| ----- | --------------------------------------------------------------------------- | ---- | ---------- |
|       | Adrian Hegyvary Gavin Hoover John Croom Ashton Lambie                       | USA  | 4:00,772 G |
|       | Juan Esteban Arango Marvin Angarita Jordan Parra Brayan Sánchez Bryan Gómez | COL  | 4:05,098 G |
|       | Eric Johnstone Sean MacKinnon Rémi Pelletier Edward Veal                    | CHI  | 4:03,970 B |

| Platz | Sportlerin                                                           | Land | Zeit (min) |
| ----- | -------------------------------------------------------------------- | ---- | ---------- |
|       | Kimberly Geist Christina Birch Chloé Dygert Lily Williams            | USA  | 4:24,099 G |
|       | Maggie Coles-Lyster Miriam Brouwer Laurie Jussaume Erin Attwell      | CAN  | 4:27,799 G |
|       | Lina Marcela Hernández Jessica Parra Lina Mabel Rojas Jannie Salcedo | COL  | 4:36,256 B |

#### Omnium
| Platz | Sportler        | Land | Punkte |
| ----- | --------------- | ---- | ------ |
|       | Daniel Holloway | USA  | 181    |
|       | Ignacio Prado   | MEX  | 168    |
|       | Felipe Peñaloza | CHI  | 166    |

| Platz | Sportlerin       | Land | Punkte |
| ----- | ---------------- | ---- | ------ |
|       | Jennifer Valente | USA  | 198    |
|       | Lizbeth Salazar  | MEX  | 162    |
|       | Arlenis Sierra   | CUB  | 140    |

### Straßenradsport

#### Einzelzeitfahren
| Platz | Sportler                    | Land | Zeit (min.) |
| ----- | --------------------------- | ---- | ----------- |
|       | Daniel Felipe Martínez      | COL  | 44:23       |
|       | Magno Nazaret               | BRA  | + 1:55      |
|       | José Luis Rodríguez Aguilar | CHI  | + 2:03      |

| Platz | Sportlerin      | Land | Zeit (min) |
| ----- | --------------- | ---- | ---------- |
|       | Chloé Dygert    | USA  | 23:36      |
|       | Teniel Campbell | TTO  | + 1:15     |
|       | Laurie Jussaume | CAN  | + 2:51     |

#### Straßenrennen
| Platz | Sportler               | Land | Zeit (h) |
| ----- | ---------------------- | ---- | -------- |
|       | Maximiliano Richeze    | ARG  | 4:06:28  |
|       | Ignacio de Jesús Prado | MEX  | gl. Zeit |
|       | Bryan Gómez            | COL  | gl. Zeit |

| Platz | Sportlerin      | Land | Zeit      |
| ----- | --------------- | ---- | --------- |
|       | Arlenis Sierra  | CUB  | 2:19:49 h |
|       | Teniel Campbell | TTO  | gl. Zeit  |
|       | Lizbeth Salazar | MEX  | gl. Zeit  |

### BMX

#### Race
| Platz | Sportler                   | Land | Zeit (s) |
| ----- | -------------------------- | ---- | -------- |
|       | Alfredo Campo              | ECU  | 32,113   |
|       | Anderson Ezequiel de Souza | BRA  | + 0,380  |
|       | Federico Villegas          | ARG  | + 0,601  |

| Platz | Sportlerin        | Land | Zeit (s) |
| ----- | ----------------- | ---- | -------- |
|       | Mariana Pajón     | COL  | 36,323   |
|       | Paola Reis        | BRA  | + 1,260  |
|       | Stefany Hernández | VEN  | + 1,783  |

#### Freestyle
| Platz | Sportler      | Land | Punkte |
| ----- | ------------- | ---- | ------ |
|       | Daniel Dhers  | VEN  | 88,50  |
|       | José Torres   | ARG  | 87,33  |
|       | Justin Dowell | USA  | 85,17  |

| Platz | Sportlerin     | Land | Punkte |
| ----- | -------------- | ---- | ------ |
|       | Hannah Roberts | USA  | 86,67  |
|       | Macarena Pérez | CHI  | 76,67  |
|       | Agustina Roth  | ARG  | 71,00  |

### Mountainbike
| Platz | Sportler           | Land | Zeit       |
| ----- | ------------------ | ---- | ---------- |
|       | José Gerardo Ulloa | MEX  | 1:25:03 h  |
|       | Henrique Avancini  | BRA  | + 2:04 min |
|       | Martín Vidaurre    | CHI  | + 2:28 min |

| Platz | Sportlerin            | Land | Zeit       |
| ----- | --------------------- | ---- | ---------- |
|       | Daniela Campuzano     | MEX  | 1:30:45 h  |
|       | Sofía Gómez Villafañe | ARG  | + 0:21 min |
|       | Jaqueline Mourão      | BRA  | + 0:26 min |

## Medaillenspiegel
| Rang  | Land                | Gold | Silber | Bronze | Gesamt |
| ----- | ------------------- | ---- | ------ | ------ | ------ |
| 1     | Vereinigte Staaten  | 7    | 1      | 1      | 9      |
| 2     | Kolumbien           | 4    | 3      | 5      | 12     |
| 3     | Mexiko              | 3    | 2      | 5      | 10     |
| 4     | Trinidad und Tobago | 2    | 3      | 0      | 5      |
| 5     | Mexiko              | 3    | 3      | 4      | 10     |
| 6     | Argentinien         | 1    | 2      | 3      | 6      |
| 7     | Kuba                | 1    | 2      | 0      | 3      |
| 8     | Chile               | 1    | 1      | 4      | 6      |
| 9     | Venezuela           | 1    | 1      | 1      | 3      |
| 10    | Argentinien         | 1    | 2      | 3      | 1      |
| 11    | Ecuador             | 1    | 0      | 0      | 1      |
| 12    | Brasilien           | 0    | 4      | 2      | 6      |
| Total | Total               | 22   | 22     | 22     | 66     |